# Монферратське маркграфство
Монферратська марка,  Монферратське маркграфство (нім. Markgrafschaft Montferrat) або Монферратський маркізат (італ. Marchesato del Monferrato) — історичне маркграфство в Італії, нині частина провінції П’ємонт, було розташовано між Морськими Альпами і річкою По; займало площу близько 2750 км². Первинно – графство під васалітетом італійського короля Беренгара II, 967 року було передано під управління німецького імператора Оттона, який надав йому статус маркграфства (маркізату). Столиця — місто Казале-Монферрато.
Також відомо під назвою Західнолігурійська марка та Марка Алерамо (за ім'ям першого маркграфа)

## Історія

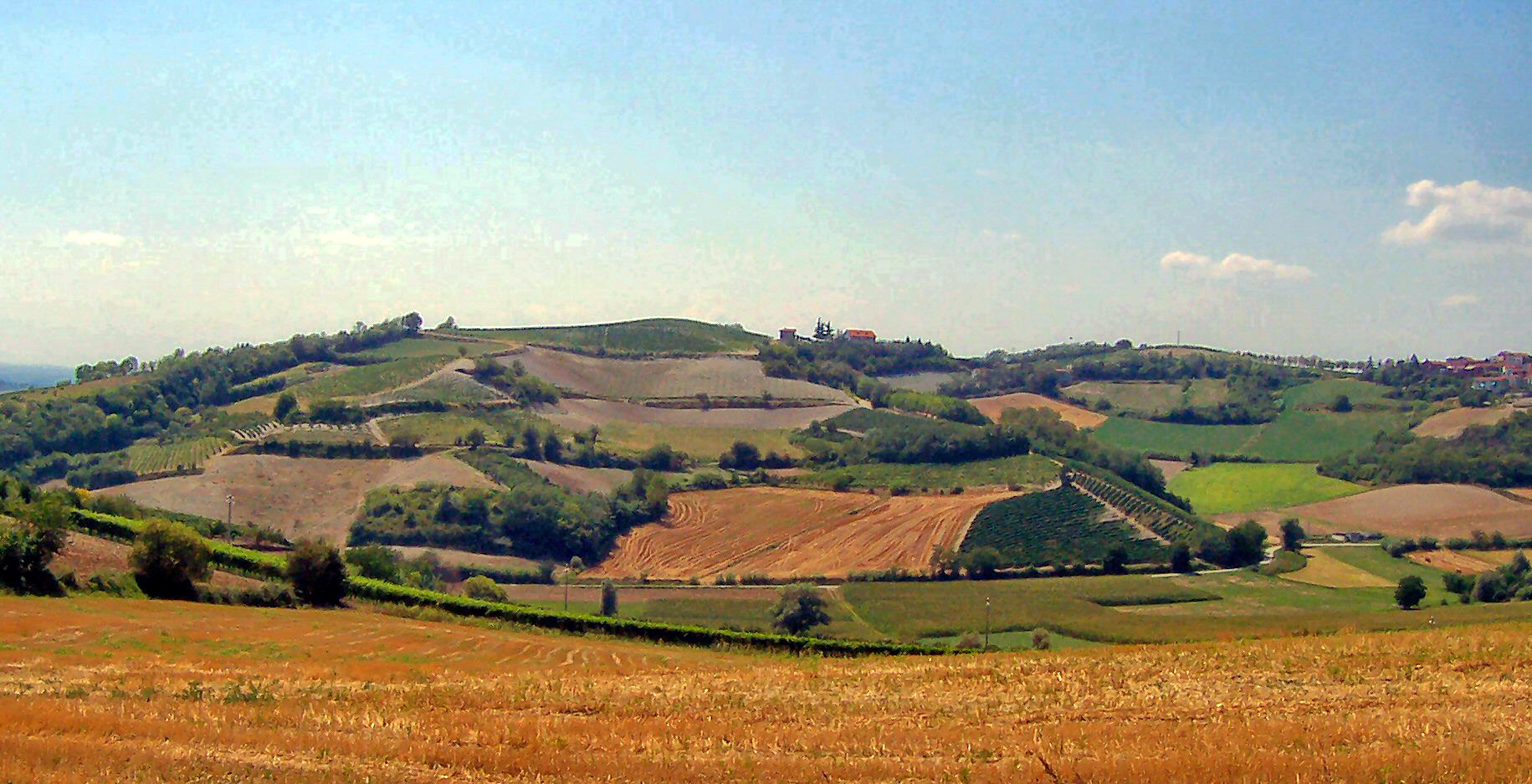
Монферратський пейзаж.

До кінця XI століття маркграфи (маркізи) Монферратські були єдиним реліктом чистого феодалізму у Північній Італії. Вони як були, так і лишались повновладними господарями своїх земель, і прямими васалами німецьких імператорів та їм не довелось ділити цю владу ані з незалежними єпископами, ані з муніципалітетами міст-республік, ані зі ставлениками римських пап. Маркграфи Монферратські у боротьбі верхньоіталійських міст стояли здебільшого на боці Гогенштауфенів.
У хрестових походах відзначались деякі з представників Монферратського дому: Конрад Монферратський був 1192 року вбитий асасинами, а Боніфацій Монферратський був одним з очільників Четвертого хрестового походу. Завдяки обережній політиці під час гвельфо-гібеллінських сутичок й багатим шлюбам Гульєльмо, «великий маркграф», значно збільшив силу маркграфства. Його онук (від його дочки Іоланти та візантійського імператора Андроніка II) Теодор Палеолог успадкував Монферрат у XIV столітті.
За сина останнього, Джованні († 1372), Монферрат досягнув піку розквіту самостійного існування; пізніше, під натиском Міланського та Савойського герцогств, він був змушений прийняти ленну залежність від Савойського дому.
1536 року, коли згас рід Палеологів, маркграфство перейшло до Федеріко II Гонзага, герцога Мантуанського.

### Монферратське герцогство
З 1574 року Монферратське маркізат був піднятий до статусу герцогства. У 1627 році, після того як згасла старша гілка роду Гонзага, спалахнула перша Війна за мантуанську спадщину. За підсумками війни більша частина Монферрату лишилась за Карлом I Гонзага-Неверрським та його спадкоємцями, а менша перейшла до Савойського дому.
1703 року Гонзага були вигнані імператором Леопольдом I, а герцогством Монферратським заволоділи савойці. Утрехтський мир залишив весь Монферрат за Савойським домом.

## Список правителів Монферрату

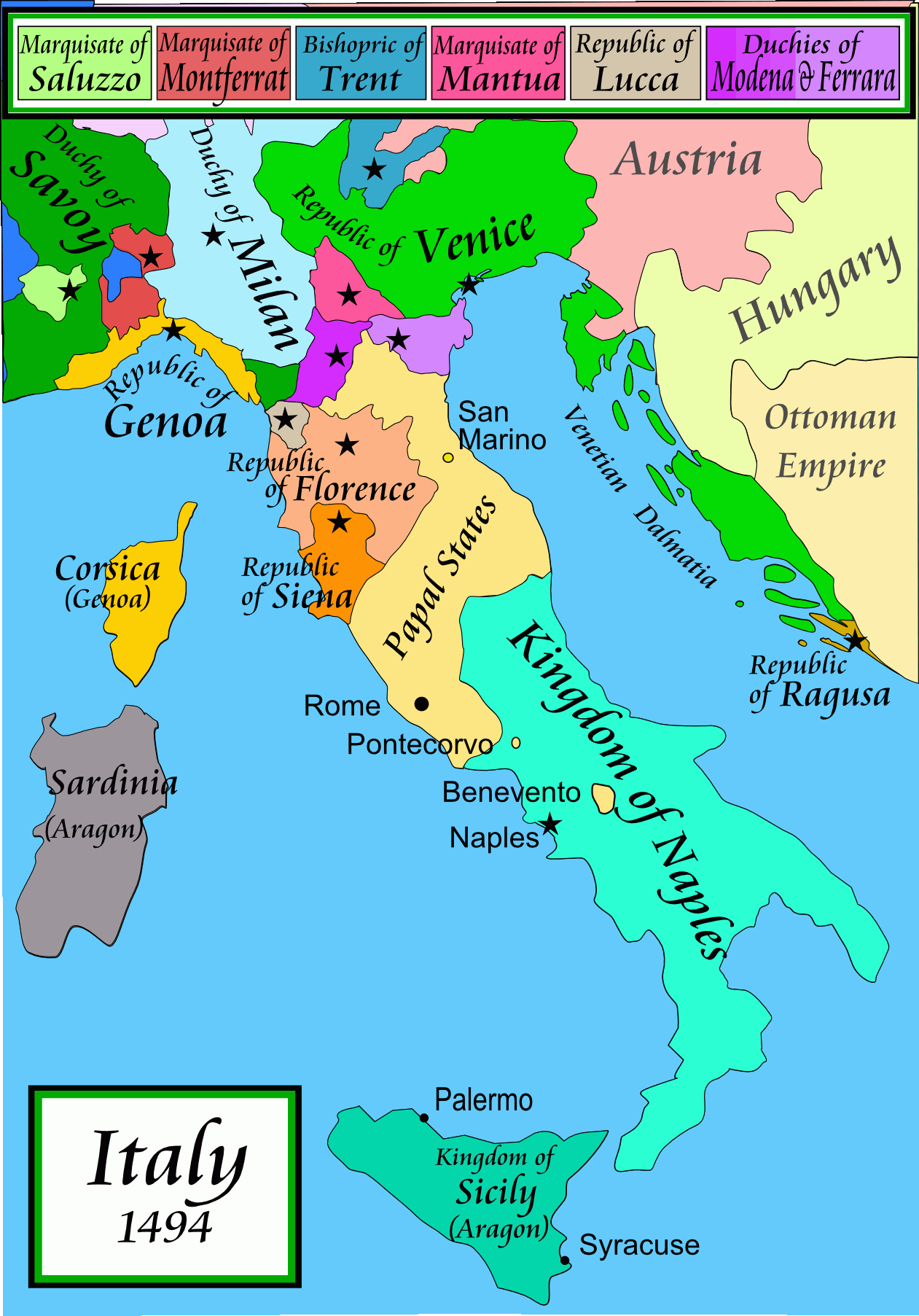
Темно-червоним кольором на мапі Італії XV століття виділено Монферрат

Дім Алерамичі, маркграфи Монферрат, помилково виводили своє походження від Хлодвіга. Династія монферратських правителів прославилась у хрестових походах й побувала на троні Єрусалиму.

### Алерамичі
1. Гульєльмо I, сеньйор Монферрат (бл.900 — 954)
2. Алерамо (Адальрам), син, сеньйор Монферрат (бл.954 — 967), маркграф Монферрат (967 — 969)
3. Гульєльмо II, син (960 — 961), співправитель
4. Оттоне (Оддон) I, брат (969 — 91)
5. Гульєльмо III, син (991—1042)
6. Энріко, син (1042 — 1044)
7. Оттоне II, брат (1044 — 84)
8. Гульєльмо IV, син (1084—1111)
9. Раньєрі (Реньє), син (1111 — 37)
10. Гульєльмо III Старий, син (1137 — 91)
11. Конрад, син (1191 — 92), король Єрусалиму (1192), князь Тироський (1187 — 1192)
12. Боніфацій I, брат (1192—1207), король Фессалоніки (1204 — 07), Гульєльмо Довгий Меч, брат, граф Яффи й Аскалону (1176 — 77), Деметріо, син Боніфація I, король Фессалоніки (1207 — 1224)*
13. Гульєльмо VI, син Боніфація I (1207 — 25)
14. Боніфацій II Великий, син (1225 — 55)
15. Гульєльмо VII Великий, син (1255 — 90), зрікся 1290
16. Джованні I Справедливий, син (1290 — 1305)
17. Віоланта (Ірина) Монферратська, сестра (1305 — 1306), була у шлюбі з Андроніком II Палеологом, імператором Візантії

### Палеологи

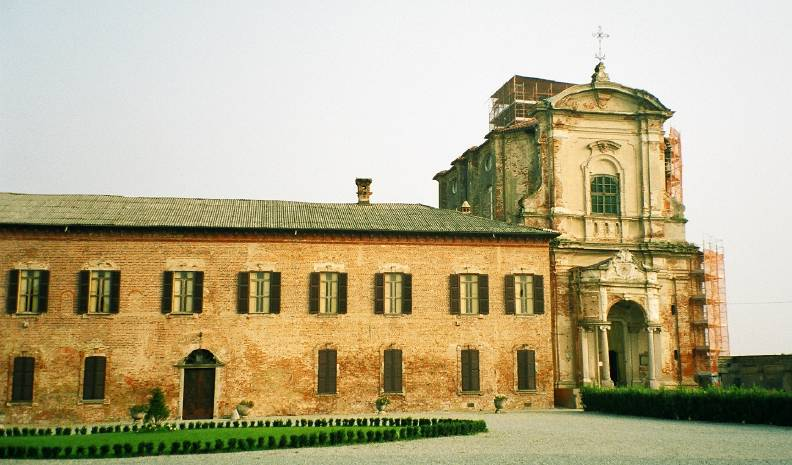
Усипальниця маркграфів Монферрату — абатство Лючедіо

1. Теодоро (Феодор) I (1305 — 1338), син Віоланти Монферрат й Андроніка II Палеолога
2. Джованні (Іоанн) II, син (1338 — 1372), сеньйор Асті (1339 — 40, 1356 — 60, 1361 — 72), імперський вікарій в Італії
3. Оттоне III Секондато, син (1372 — 1378)
4. Джованні III, брат (1378 — 1381)
5. Теодоро II, брат (1381 — 1418), правитель Генуї та сеньйор Савонський (1409 — 13), імперський вікарій в Італії
6. Джан Джакомо (Джованні Якопо), син (1418 — 1445)
7. Джованні IV, син (1445 — 1464)
8. Гульєльмо VIII, брат (1464 — 1483)
9. Боніфацій III, брат (1483 — 1493), зрікся 1493
10. Гульєльмо IX Джованні, син (1493 — 1518)
11. Боніфацій IV, син (1518 — 30)
12. Марія I, сестра (1530 — 1531)
13. Джан Джорджо (Джованні Джорджо/Георгій), син Боніфація III (1530 — 53), абат в Лючедіо (1507 — 18), єпископ Казальський (1517 — 18), склав духовний сан 1533
14. Маргарита Монферратська, сестра Марії I й Боніфація IV, (1531 — 1566), чоловік Федеріко II Гонзага, герцог Мантанський.

1533—1536 імперська окупація.
1536—1713 відійшло до Мантуї (з 1575 року Монферратське герцогство).
1713 до Савойї.

### Гонзага
1. Федеріко I Монферратський (Федеріко II Мантуанський) (1533 — 1540), чоловік Маргарити Монферратської
2. Франческо I, син (1540 — 1550)
3. Гульєльмо Ґонзаґа X, брат, маркграф Монферрат (1550 — 1574), герцог Монферрат (1574 — 1587)
4. Вінченцо I, син (1587 — 1612)
5. Франческо IV Ґонзаґа (18.02.1612 — 22.12.1612)
6. Фернандо, брат (1612 — 1626), кардинал (1605 — 1615), склав духовний сан 1615
7. Вінченцо II, брат (29.10.1626 — 25.12.1627), кардинал (1615 — 1617), склав духовний сан 1617
8. Карл I Гонзага-Неверський, син Луїджі , онук Федеріко I Монферратського (1627 — 1637), герцог Неверський і Ретельський (1595 — 1637), герцог Мантуї (1627 — 1637)
9. Карл II Гонзага-Неверський, син Марії Гонзага (1637 — 1665)
10. Фернандо Карло IV, син (1665 — 1706)